# Anders Jonas Brøns
Anders Jonas Lars Peter Brøns (* 22. Dezember 1949 in Arsuk; † 7. Dezember 2018 in Aalborg, Dänemark) war ein grönländischer Unternehmer.

## Leben
Anders Jonas Brøns wurde als Sohn eines Dänen und einer Grönländerin geboren. Sein Vater Palle Brøns (1921–2008) war in den 1940er Jahren nach Grönland gezogen, wo er als Minenarbeiter in Ivittuut beschäftigt war. Dort lernte er die aus Arsuk stammende Else Maren Andrea Susanne Larsen (1928–1983) kennen. Palle war Ende der 1940er Jahre in Dänemark wohnhaft, während Anders Jonas Brøns in Arsuk geboren wurde. Sein Vater kehrte nach Grönland zurück und das Paar eröffnete einen Laden im Ort.
Anders Jonas Brøns ging in Grönland und Holbæk zur Schule und beendete 1968 die Realschule in Nuuk. Anschließend schloss er 1972 sein Examen an der Handelsschule im dänischen Ikast ab. Er sollte später das Geschäft seiner Eltern übernehmen, fand sich aber zu dieser Zeit in der Hochphase des Fischfangs in Arsuk wieder und begann daraufhin selbst 1973 als Fischer zu arbeiten. 1977 wurde er bei einem Schiffsmakler angestellt, wo er bis 1985 blieb.
1984 gründete er gemeinsam mit Hans Pavia Egede die Trawlerreederei Egede & Brøns A/S. Wenige Monate später stieß Jens Kristian Friis Salling zu der Firma, die bald darauf als Polar Seafood in viele Länder Europas und Kanada expandierte und heute das größte Privatunternehmen Grönlands ist und vor allem Skandinavien mit Fisch, Garnelen und Fischprodukten versorgt. Hans Pavia Egede verließ die Firma im Jahr 2000. Ihr Unternehmen brachte Jens Salling und Anders Jonas Brøns den Spitznamen „Rejekonger“ (deutsch Garnelenkönige) ein. Beide wurden 2018 in der Liste der reichsten Dänen mit jeweils 1,4 Milliarden Dänischen Kronen (etwa 200 Millionen Euro) in der Top 100 geführt, was sie zu den beiden reichsten Grönländern machte. Neben seiner Tätigkeit bei Polar Seafood war er unter anderem Aufsichtsratsmitglied bei Grønlandsbanken und zahlreichen weiteren grönländischen Logistik- und Nahrungsmittelunternehmen. Zudem war er als isländischer Generalkonsul in Nuuk tätig.
Anders Jonas Brøns heiratete am 22. März 1975 in erster Ehe die Bankassistentin Hanne (* 1949), mit der er vier Kinder hatte. In zweiter Ehe heiratete er die Ärztin Parnuna Heilmann, mit der er weitere zwei Kinder hatte. Bis zu seinem Tod war er schließlich mit Gitte Christensen liiert.
Am Vormittag des 7. Dezember 2018 wurde im Hafenbecken der dänischen Stadt Aalborg eine männliche Leiche entdeckt, bei der es sich um Anders Jonas Brøns handelte. Er war am Vorabend in der Stadt zum Essen ausgegangen und starb anschließend unter ungeklärten Umständen. Die Polizei bewertete den Tod als Unfall ohne Fremdeinwirkung.